# 구루와
구루와(일본어: 曲輪 くるわ[*])는 일본의 성곽 내외의 토지를 석벽이나 해자 등을 이용하여 일정 구획으로 나눈 구역을 가리키는 용어이다. 에도 시대 이후에는 마루(丸)라고 불린다. 구루와는 방어진지 역할을 수행했으며, 성의 일부 시설을 위한 영역, 병사의 주둔시설이 배치되었으며, 일본식 성곽의 가장 중요 시설이다. 중세의 산성(山城) 형태의 성곽에는 다수의 소규모 구루와를 둔 형태가 많고, 근세의 평야에 위치한 평성(坪城) 형태의 성곽에는 적지만 넓은 형태의 구루와를 둔 형태가 많다. 서양식 성의 'Motte-and-bailey'와 비교할 수 있다. 이하에는 구루와를 구역으로 바꾸어 설명한다.

## 구역의 배치

### 기본 배치
공성전에서 승패를 결정짓는 요소 중 하나가 성곽의 형태, 구조를 뽑을 수 있다. 이 때문에 축성시에 반드시 고려 되는 것 중 하나가 성곽의 입지와 설계이다. 성의 설계에 있어 주요한 3개의 구역 즉 성곽의 핵심이 되는 혼마루(本丸)와 이를 보좌할 수 있는 니노마루(二の丸), 산노마루(三の丸)를 효과적으로 어떻게 배치하는지가 관건이라 할 수 있겠다.
크게 기본 배치는 다음 3종류로 나눌 수 있다.

### 윤곽식 배치
혼마루를 가운데 두고 그 주위를 니노마루가, 니노마루 주위는 산노마루가 주위를 덮는 배치이다. 사방에서 쳐들어 오는 적을 방어하기 쉅지만, 어쩔 수 없이 성곽의 규모는 커지게 된다. 평성에서 많이 선택하는 기본 배치이다. 예로 오사카성, 야마가타 성 등이 있다.

### 연곽식 배치
혼마루와 니노마루를 나란히 배치하는 방식이다. 혼마루까지 가는 거리는 멀어지지만, 혼마루의 옆쪽과 배후가 노출되는 측면이 있다. 그결과 성곽의 정면에 비해서 옆과 뒤가 엉성한 면이 있다. 예로 마쓰야마성, 모리오카성 등이 있다.

### 제곽식 배치
혼마루를 성곽의 한쪽 구석에 배치한 구조로 혼마루 주위를 니노마루, 산노마루가 둘러싸고 있다, 혼마루의 배후에는 호수나 절벽 등의 자연 지물을 이용한 경우가 많다. 예를 들어 나고야 성, 오카야마성 등이 있다.
꼭 이 3가지 부류로 성곽을 짓는 것은 아니다. 그것을 변형, 발전시킨 경우도 있다. 예를 들어 마쓰모토성처럼 제곽식+윤곽식 혼합된 양식도 있다. 또, 이 같은 형식뿐만 아니라 단곽식 성곽처럼 분류하기 어려운 성곽도 있다. 그 밖에도 같은 성이라도 명칭과 인식이 다른 경우도 있다.

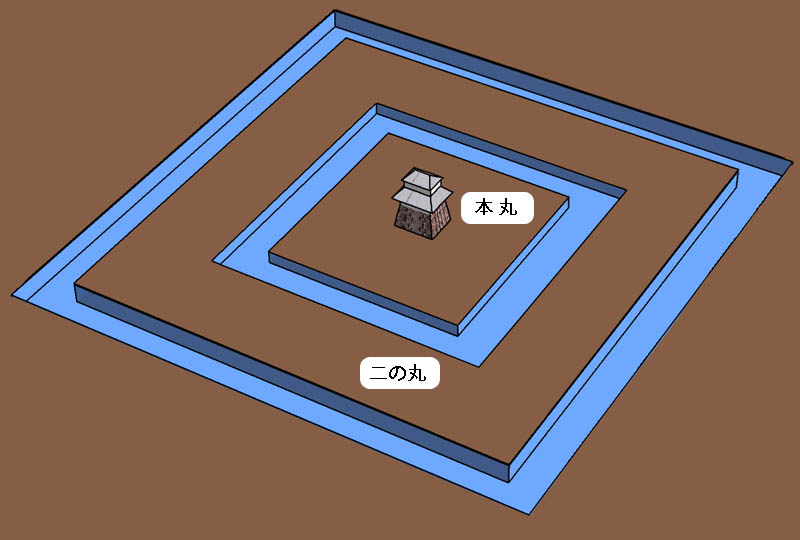
윤곽식 배치
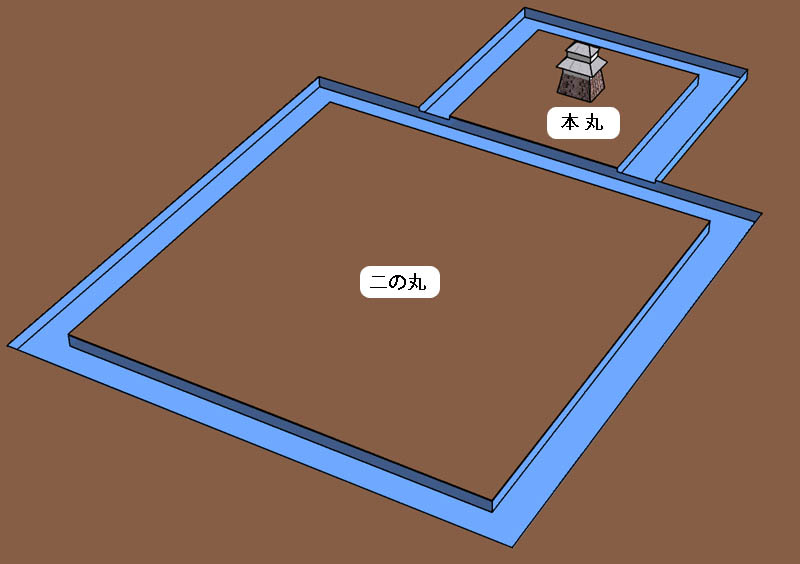
연곽식 배치
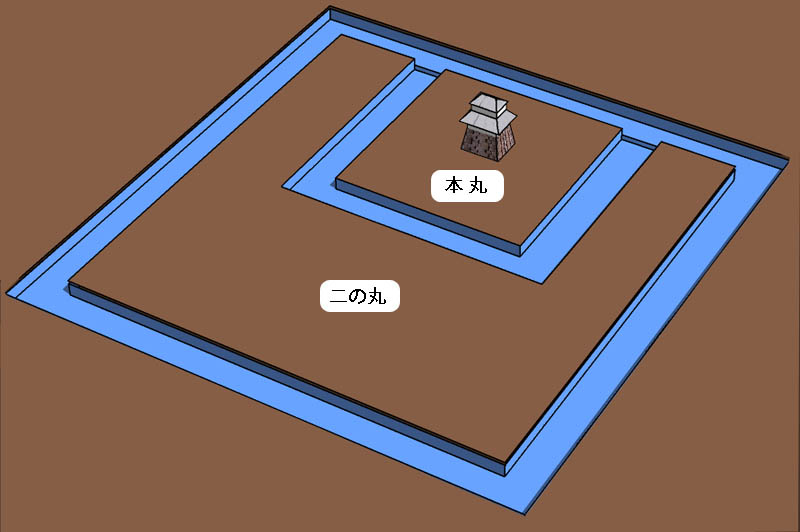
제곽식 배치
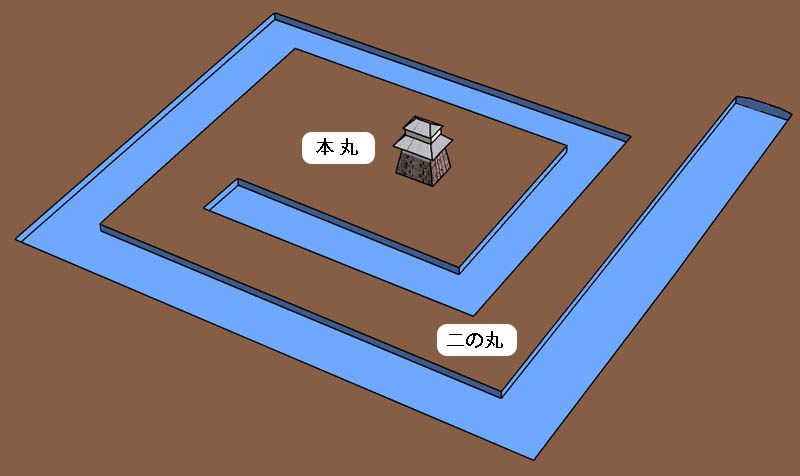
와곽식 배치

### 그 밖의 구역
방어능력을 강화하려는 목적으로 혼마루 등의 주요한 구역 주변에 오비쿠루와(帯曲輪), 고시쿠루와(腰曲輪) 등 소규모의 구역을 두었다. 그 밖에도 사나다마루처럼 독립된 구역인 데마루(出丸)를 두기도 했다. 또, 성의 출입구를 방어할 목적으로 우마다시(馬出)를 두기도 했다.

## 각 구역의 명칭과 용도
각각의 구역은 용도에 따라 '○○구루와', '○○마루'등으로 불린다. 시대 지역에 따라 명칭이 다를 수도 있다. 혼마루, 니노마루 등 마루라고 불리는 구역은 주로 근세 성곽이다.

### 혼마루(本丸)
이치노구루와로 불린다. 혼마루는 성의 가장 중심부며, 혼마루 어전과 같은 거주 및 정무 보던 저택을 지었다. 전쟁시에는 최종 방어선이다.

### 덴슈마루(天守丸)
혼마루 내에 천수가 세워진 구역이다. 천수의 형식에 따라 구분 지을 수 있는 구역이다. 혼마루를 덴슈마루라고 부르는 경우도 있다. 덴슈쿠루와 또는 혼단으로도 불린다.

### 니노마루(二の丸), 산노마루(三の丸)
니노쿠루와, 산노쿠루와 등으로도 불린다. 니노마루, 산노마루는 혼마루의 부수적 역할을 담당한다. 규모는 대규모부터 소규모까지 여러 가지다. 대규모 구역인 것은 니노마루 어전이라 불리는 거주공간이 있으며, 정원을 두기도 한다. 산노마루에는 가신들의 무가 저택을 배치하였다. 이 구역들을 어떻게 사용하더라도 이들 구역의 목적은 혼마루 방위라는 것에는 변함이 없다.

### 니시노마루(西の丸)
다이묘의 은거처이다. 도쿠가와 이에야스가 에도 성의 니시노마루를 그의 은거처 삼은 것이 시초이다. 히메지성과 오카야마성에서도 비슷한 역할을 한 니시노마루가 존재한다.

### 오비쿠루와(帯曲輪), 고시쿠루와(腰曲輪)
주요한 구역 주위에 배치된 길고 가느다란 소규모의 구역이다. 대규모의 성곽에서 성을 2중으로 두텁게 만들 때 존재하는 구역이다. 적이 주요한 구역을 점령하려 할 때 방어하는 측에서 시간을 벌기 때문에 방어도 유리하다.

### 소가마에(総構), 소쿠루와(総曲輪)
소가마에는 성의 가장 바깥 성곽이다. 성하 마을을 거대한 해자와 성루, 석벽으로 방어한 구역이다. 소가마에를 둔 성곽에서는 여기가 제1방어선이다. 소가마에로 유명한 성은 오다와라성과 에도 성 등이 있다.

### 데마루(出丸)
성의 방어가 취약한 부분에 두었던 구역이다.
오사카 겨울전투에 앞서, 오사카 성 소가마에 남쪽에 사나다 노부시게가 만든 사나다마루가 유명하다.

### 우마다시(馬出)
성의 출입구 앞에 둔 작은 구역이다. 단순히 적이 출입구로 들어오는 것을 막는 목적 외에도 일종의 사격진지 역할도 하였다. 또, 소부대의 주둔 시설도 있어 성밖에서 영격하기 쉽다. 이 구역 ㄷ자 모양을 가쿠우마다시(角馬出), C 자 모양의 것을 마루우마다시(丸馬出)라고 부른다. 단지 성루를 쌓은 것뿐이라서 구루와라고 부르기는 어렵다. 우마다시가 있는 성으로는 나고야 성, 히로시마성과 같이 비교적 규모가 큰 성에서 볼 수 있다.

### 미즈노테쿠루와(水の手曲輪)
성곽의 취수, 수원시설에 두었던 구역이다.

## 참고 문헌
- 南條範夫・奈良本辰也監修　『日本の名城・古城事典』　TBSブリタニカ　1989年 ISBN 978-4484892085
- 歴史群像編集部・編　『歴史群像シリーズ特別編集　よみがえる日本の城26　城絵図を読む』　学習研究社　2005年 ISBN 978-4056042337
- 川口素生『戦国時代なるほど事典』PHP研究所、2001年12月、138-142頁。

## 같이 보기
- 옹성(甕城)
- 유곽(遊廓)
- 혼마루(本丸)